# Aula Pau VI

Localització al límit de la Ciutat del Vaticà (entre l'espai acolorit de groc -dins de la línia contínua- i l'acoloriment en blau -dins de la línia discontínua-).

Aula Pau VI o Sala Nervi són les denominacions d'un edifici de Roma construït parcialment a la Ciutat del Vaticà, encara que la part italiana de l'edifici té consideració diplomàtica d'extraterritorialitat a favor de la Santa Seu.
Des del pontificat de Pau VI, s'utilitza pels papes com un espai alternatiu a la Plaça de Sant Pere per a l'Audiència General dels dimecres.

## Descripció
És un gran espai diàfan, de planta trapezoïdal i coberta corba d'estructura de tipus petxina, que allotja un auditori amb capacitat per a 6,300 persones. Va ser dissenyat per l'enginyer italià Pier Luigi Nervi. L'encàrrec papal es va decidir el 1964, i les obres van començar el 1966, sota la vigilància de Pasquale Macchi. La inauguració es va produir el 30 de juliol del 1971.
Dominant l'espai escènic es troba una escultura en bronze de vint per set per tres metres de Pericle Fazzini titulada La Resurrezione ("La Resurrecció", 1970-1977). Al costat oposat de la sala hi ha un orgue fabricat per Mascioni  el 1970 seguint el model que el cecilià Raffaele Manari havia projectat el 1933 per al Pontifici Institut de Música Sacra. La gran vidriera ovalada és obra de l'hongarès-italià János Hajnal.
L'arquitectura que recorda un simbolisme lligat a la serp ha suscitat nombroses crítiques.
El 2008 es van instal·lar a la coberta 2400 panells fotovoltaics, suficients per al consum d'energia de l'edifici en climatització i il·luminació,  donació d'una empresa alemanya, valorada en milió i mig de dòlars. El sistema va obtenir l'European Solar Prize d'aquell any a la categoria d'arquitectura solar i desenvolupament urbà.